# Saison 2014 des Dodgers de Los Angeles
La saison 2014 des Dodgers de Los Angeles est la 132e saison en Ligue majeure de baseball pour cette franchise, la 123e en Ligue nationale et la 57e depuis le transfert des Dodgers de Brooklyn vers Los Angeles.
Les Dodgers commencent leur saison par deux matchs contre les Diamondbacks de l'Arizona les 22 et 23 mars 2014 au Sydney Cricket Ground de Sydney, en Australie, la première fois que le baseball majeur présente des matchs dans ce pays. À la poursuite d'un second titre de la division Ouest de la Ligue nationale en deux ans, les Dodgers sont en début de saison derrière les Giants de San Francisco, qui les mènent par 10 victoires le 8 juin. Mais les Dodgers réduisent rapidement l'écart au point de rejoindre les Giants à la fin du mois, de s'installer définitivement en tête le 27 juillet, et de compléter l'année 6 matchs devant leurs rivaux. Los Angeles remporte 94 victoires, deux de plus qu'en 2013, contre 68 défaites. Clayton Kershaw émerge encore une fois comme le favori pour remporter le trophée Cy Young du meilleur lanceur et même le prix du joueur par excellence de la saison, Adrian Gonzalez est le meneur de la Ligue nationale pour les points produits et Dee Gordon est champion voleur de buts. Le club attire 3 782 337 spectateurs au Dodger Stadium, le total le plus élevé des majeures. La saison des Dodgers prend fin dès la Série de divisions de la Ligue nationale, où ils sont éliminés par les Cardinals de Saint-Louis.

## Contexte

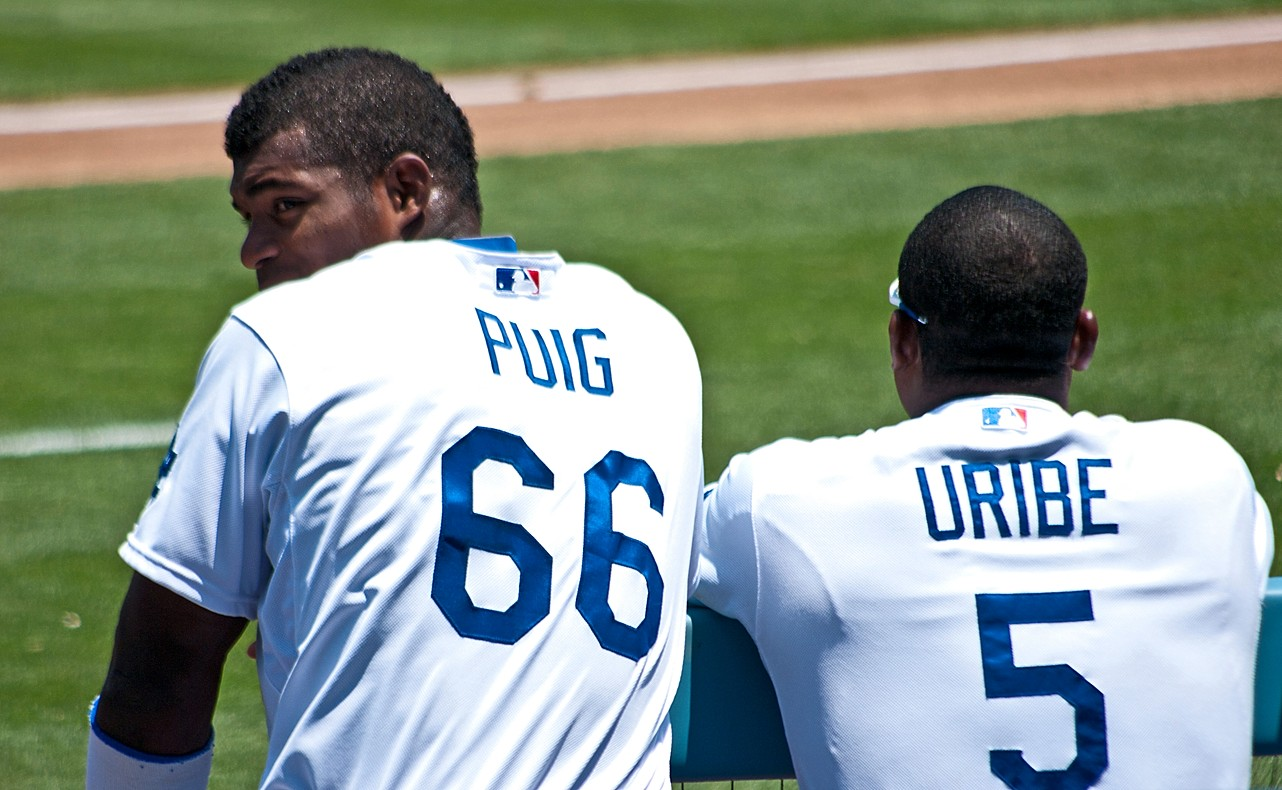
Yasiel Puig et Juan Uribe.

Les Dodgers remportent en 2013 le titre de la division Ouest de la Ligue nationale pour la première fois depuis 2009 grâce à une saison de 92 victoires et 70 défaites. Le lanceur partant gaucher Clayton Kershaw affiche la meilleure moyenne de points mérités (1,83) en 47 ans pour un lanceur des Dodgers et remporte son 2e trophée Cy Young du meilleur lanceur. 2013 voit aussi l'entrée dans les majeures en juin de la jeune sensation, Yasiel Puig, l'une des meilleures recrues de l'année dont l'arrivée semble propulser le club vers le titre après un début de saison laborieux.

## Intersaison

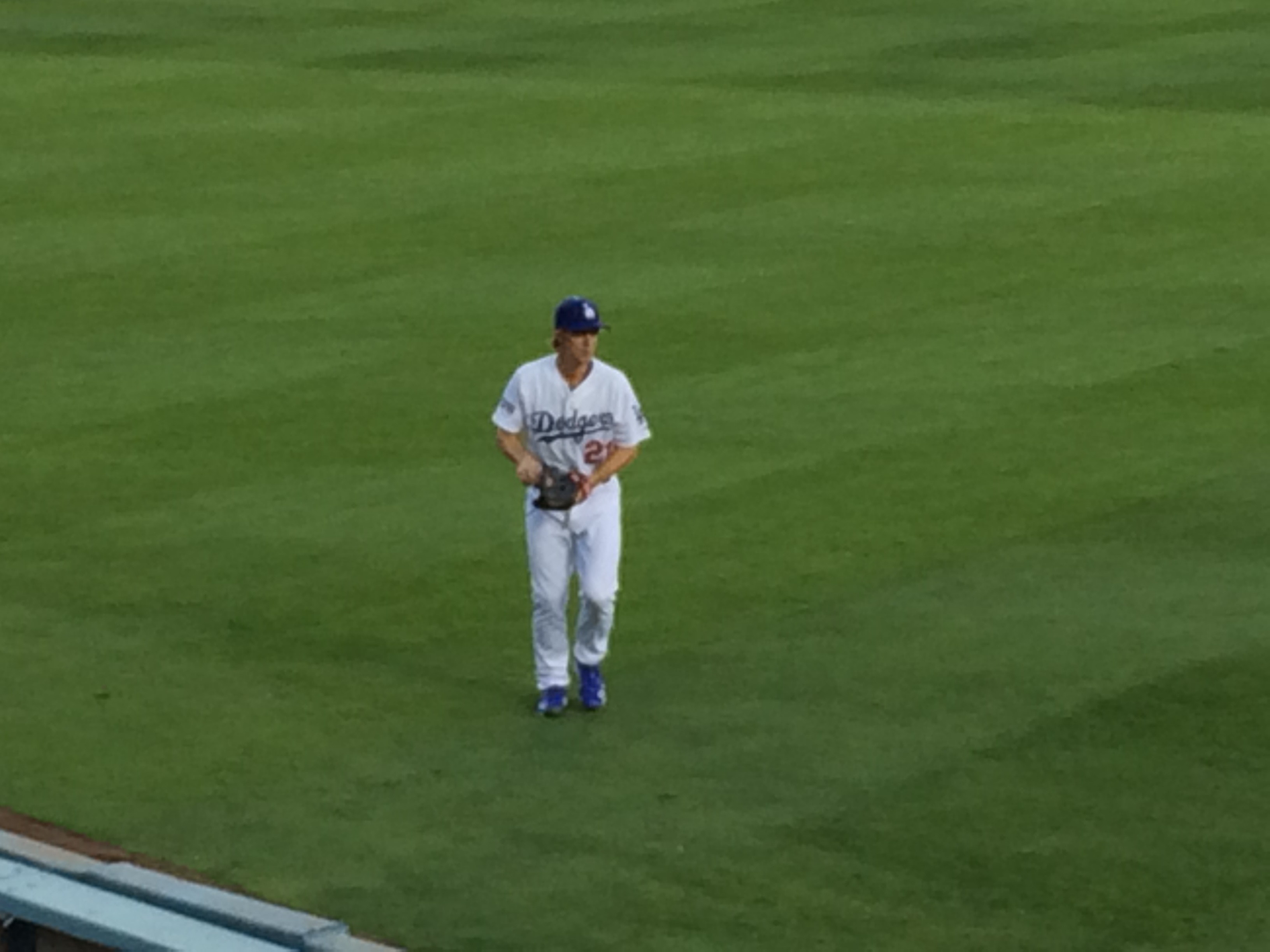
Zack Greinke

Les Dodgers se tournent vers le marché des agents libres pour engager de nombreux lanceurs en prévision de la saison 2014 et donner plus de profondeur à une rotation déjà dirigée par les artilleurs étoiles Clayton Kershaw et Zack Greinke. Ils mettent sous contrat le droitier Dan Haren, qui a connu une décevante saison 2013 chez les Nationals de Washington. Ils engagent pour une saison l'ancien gaucher des Braves d'Atlanta, Paul Maholm. Ils ajoutent aussi pour une saison le vétéran releveur droitier Jamey Wright, qui a passé 2013 avec les Rays de Tampa Bay, ainsi que l'ancien stoppeur des Indians de Cleveland, Chris Perez, un droitier. Les Dodgers sont aussi parmi les clubs intéresser à attirer le lanceur vedette des ligues japonaises, Masahiro Tanaka, mais ce dernier, fort convoité, choisit les Yankees de New York.
Fort d'une excellente saison 2013, sa 3e à Los Angeles, le joueur de troisième but Juan Uribe signe un nouveau contrat de deux saisons avec les Dodgers. Engagé en fin de saison 2013 et excellent en éliminatoires, le lanceur de relève droitier Brian Wilson signe un contrat de 10 millions de dollars pour une première année complète avec les Dodgers. Le contrat du releveur gaucher J. P. Howell est renouvelé par le club pour deux saisons.
Les joueurs suivants profitent de leur accès au statut de joueur autonome pour quitter les Dodgers : le lanceur partant droitier Ricky Nolasco (parti chez les Twins du Minnesota), le lanceur partant gaucher Chris Capuano (Red Sox de Boston), le joueur de champ intérieur Nick Punto (Athletics d'Oakland), le releveur droitier Ronald Belisario (White Sox de Chicago), le releveur droitier Carlos Mármol (Marlins de Miami), le deuxième but Mark Ellis (Cardinals de Saint-Louis), le voltigeur Skip Schumaker (Reds de Cincinnati) et le lanceur partant droitier Edinson Volquez (Pirates de Pittsburgh). Le joueur de troisième but Michael Young, le lanceur partant gaucher Ted Lilly et le joueur d'utilité Jerry Hairson, tous trois membres des Dodgers en 2013, annoncent leur retraite sportive.
Le joueur de champ intérieur Justin Turner, anciennement des Mets de New York, et l'arrêt-court Chone Figgins, qui a déçu chez les Mariners de Seattle, rejoignent les Dodgers sur des contrats des ligues mineures.
La masse salariale des Dodgers s'élève à 235 millions de dollars US pour 2014, ce qui en fait la plus élevée du baseball majeur. Ils détrônent ainsi les Yankees de New York, qui arrivaient au sommet des dépenses chaque année depuis 1998.

## Calendrier pré-saison
L'entraînement de printemps des Dodgers se déroule du 26 février au 29 mars 2014 et comprend exceptionnellement une pause pour disputer deux matchs de saison régulière les 22 et 23 mars en Australie.

## Saison régulière
La saison régulière de 162 matchs des Dodgers débute contre les Diamondbacks de l'Arizona le 22 mars pour se terminer le 28 septembre suivant. Les matchs du 22 et 23 mars contre les Dodgers seront exceptionnellement joués au Sydney Cricket Ground de Sydney, en Australie. C'est la première fois que le baseball majeur présentera des matchs dans ce pays. Les Diamondbacks seront considérés comme l'équipe hôte pour ces deux rencontres. Les Dodgers rentrent ensuite aux États-Unis pour faire une visite à partir du 31 mars aux Padres de San Diego. Le premier match local du club au Dodger Stadium est joué le 4 avril contre les Giants de San Francisco.

### Classement
| Ligue nationale (Division Ouest) | V  | D  | %    | Diff. | Diff. (séries) |
| -------------------------------- | -- | -- | ---- | ----- | -------------- |
| Dodgers de Los Angeles           | 94 | 68 | ,580 | -     | -              |
| Giants de San Francisco          | 88 | 74 | ,543 | 6     | -              |
| Padres de San Diego              | 77 | 85 | ,475 | 17    | 11             |
| Rockies du Colorado              | 66 | 96 | ,407 | 28    | 22             |
| Diamondbacks de l'Arizona        | 64 | 98 | ,395 | 30    | 24             |

### Mai
- 25 mai : à Philadelphie, le lanceur droitier Josh Beckett des Dodgers réussit un match sans point ni coup sûr dans une victoire de 6-0 sur les Phillies. C'est la première performance du genre par un lanceur des Dodgers depuis Hideo Nomo en 1996[39].

### Juin
- 3 juin : Après avoir mené les majeures pour la moyenne au bâton (,398) et la moyenne de présence sur les buts (,492) et avoir atteint les sentiers dans chacun de ses 28 matchs joués, Yasiel Puig des Dodgers est nommé joueur par excellence du mois de mai 2014 dans la Ligue nationale, un honneur qu'il reçoit pour la seconde fois de sa carrière[40].
- 18 juin : À Los Angeles, Clayton Kershaw lance un match sans point ni coup sûr dans une victoire de 8-0 des Dodgers sur les Rockies du Colorado[41].

### Juillet
- 2 juillet : Clayton Kershaw est voté meilleur lanceur de juin 2014 dans la Ligue nationale[42].
- 25 juillet : 
  - À San Francisco, Yasiel Puig égale un record des majeures avec 3 triples en un match. Il est le premier joueur de la franchise des Dodgers depuis Jimmy Sheckard pour Brooklyn en 1901 à réaliser cette performance[43].
  - En 3e manche du match face aux Giants, le lanceur des Dodgers Zack Greinke réussit 4 retraits sur des prises en une seule manche[44].
- 29 juillet : Le descripteur des matchs des Dodgers Vin Scully, 86 ans, annonce qu'il sera de retour en 2015 pour une 66e année[45].

### Août
- 4 août : Clayton Kershaw est nommé lanceur du mois de juillet dans la Ligue nationale[46].
- 7 août : Les Dodgers acquièrent le lanceur droitier Roberto Hernández des Phillies de Philadelphie contre deux joueurs à être nommé plus tard ou une somme d'argent éventuelle[47].

### Septembre
- 19 septembre : À Chicago contre les Cubs, Clayton Kershaw mérite sa 20e victoire de la saison et les Dodgers s'assurent du même coup d'une présence en séries éliminatoires pour une 2e année de suite[48].
- 24 septembre : Les Dodgers remportent le championnat de la division Ouest de la Ligue nationale pour la 2e année de suite[49].